# Tito Bustillo
Tito Bustillo – zawierająca paleolityczne rysunki naskalne jaskinia znajdująca się w miejscowości Ribadesella niedaleko Oviedo w Asturii.
Jaskinia została odkryta przypadkiem 12 kwietnia 1968 roku przez grupę speleologów. Otrzymała swoją nazwę na pamiątkę Celestina Fernándeza Bustillo, jednego z członków wyprawy, który kilka dni po odkryciu zginął tragicznie podczas wspinaczki. Głęboka komora jaskini, o długości ponad 10 kilometrów, pokryta jest zbiorem kilkudziesięciu wykonanych czarną i czerwoną farbą malowideł, zaliczanych do stylu IV. Przedstawiają one takie zwierzęta jak konie, tury, żubry i renifery, a także symbole geometryczne. W położonej poza komorą głębokiej części korytarza znajdują się czerwone malowidła z wyobrażeniami saren, turów oraz kobiecych narządów płciowych.
Poza malowidłami w jaskini znaleziono liczne zabytki materialne w postaci np. harpunów i spatuli pokrytych zoomorficznymi rytami, będące wytworem ludności kultury magdaleńskiej. Datowanie radiowęglowe pozwoliło ustalić chronologię jaskini na około 14,4 tysiąca lat BP.